# Кігалі
Кіга́лі або Кіґалі (руанд., англ., фр. і суах. Kigali) — столиця та найбільше місто Руанди (з 1 липня 1962).

## Географія
Місто розташоване у центрі країни на березі річки Каґера на висоті між 1433 і 1645 м. 

## Клімат
У місті екваторіальний мусонний, з сухим сезоном з червня по серпень і середніми місячними температурами від 20 до 21 °C, опадів понад 1000 мм на рік. 851 024 жителів (2005).
| Кліматограма Кфґалі | Кліматограма Кфґалі | Кліматограма Кфґалі | Кліматограма Кфґалі | Кліматограма Кфґалі | Кліматограма Кфґалі | Кліматограма Кфґалі | Кліматограма Кфґалі | Кліматограма Кфґалі | Кліматограма Кфґалі | Кліматограма Кфґалі | Кліматограма Кфґалі |
| --- | ------------------- | ------------------- | ------------------- | ------------------- | ------------------- | ------------------- | ------------------- | ------------------- | ------------------- | ------------------- | ------------------- |
| С | Л                   | Б                   | К                   | Т                   | Ч                   | Л                   | С                   | В                   | Ж                   | Л                   | Г                   |
| 84 26 15 | 87 27 16            | 113 26 16           | 146 25 16           | 92 25 16            | 15 25 15            | 5 27 16             | 26 16               | 60 27 16            | 124 26 15           | 137 25 15           | 102 25 15           |
| Середня макс. і мін. температури повітря (°C) Атмосферні опади (мм), за рік : 991 мм. Джерело: Кіґалі «Climate-Data.org» (англ.) |                     |                     |                     |                     |                     |                     |                     |                     |                     |                     |                     |

## Історія
Кіґалі було засноване у 1907 році німецьким дослідником Річардом Кандтом як адміністративний центр резидентури Руанда Німецької Східної Африки.
До 1916 року місто перебував під контролем Німецької імперії, потім було окуповане Бельгією, а у 1919 році, за Версальською мирною угодою, офіційно перейшло під управління Королівства Бельгія. 
З 1962 року Кіґалі столиця незалежної держави Руанда.

## Транспорт

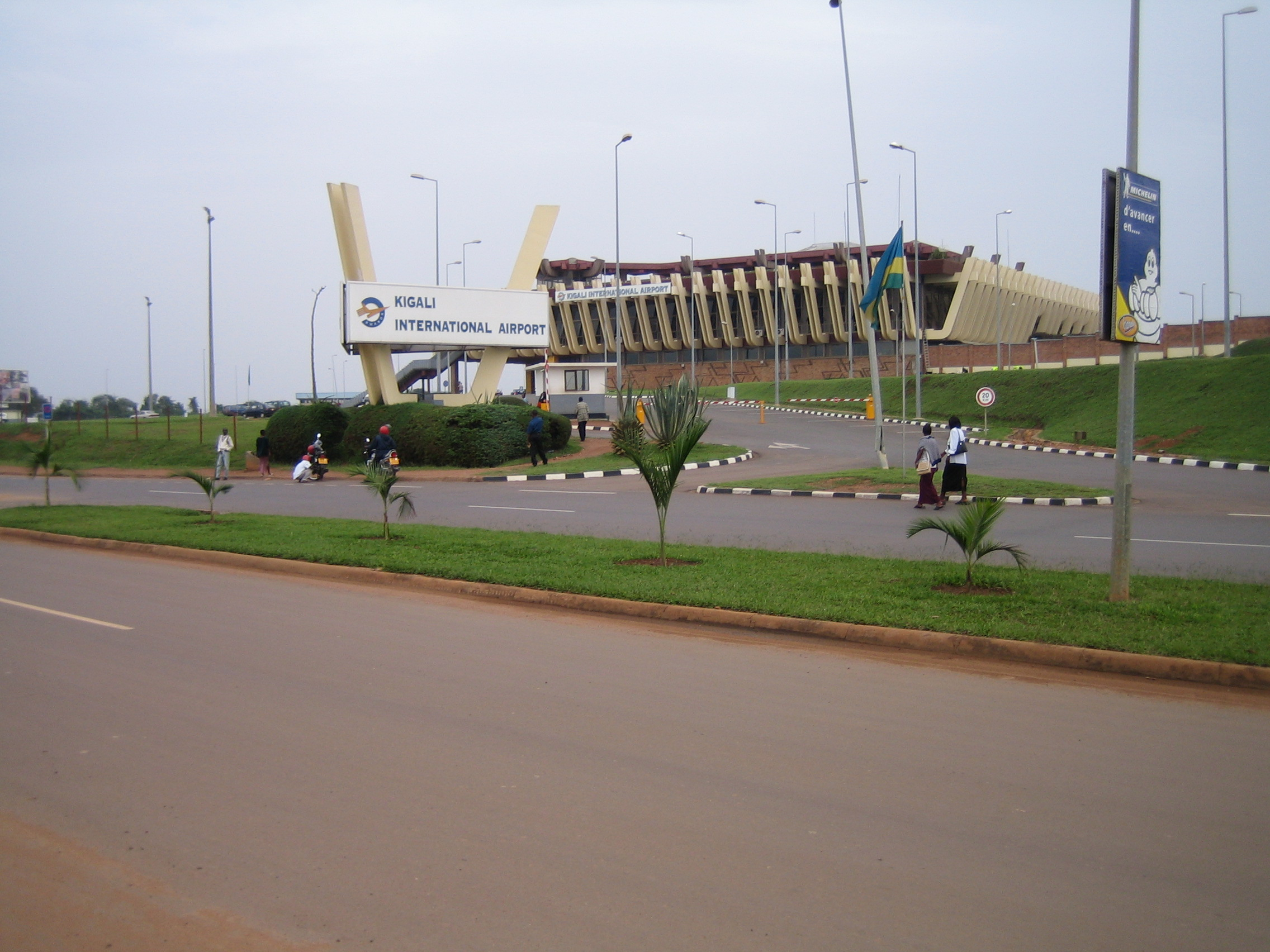
Міжнародний аеропорт Кіґалі

Шосе сполучає Кігалі з Бужумбурою, столицею Бурунді.
Поблизу Кігалі розташований аеродром міжнародного значення.

## Економіка
Кіґалі є економічним та фінансовий центр Руанди і найбільший торговий центр країни.
Торгівля — кава, шкірсировина, велика рогата худоба). 
У місті розвинена обробка шкір, виготовлення взуття, одягу, глиняного посуду, предметів домашнього ужитку. Працює фабрика ковдр. 
На околицях — плантації кави, видобування олова.

## Райони
1. Гасабо
2. Кісукіро
3. Н'яругенге